# Jacques Dubois (ebenista)

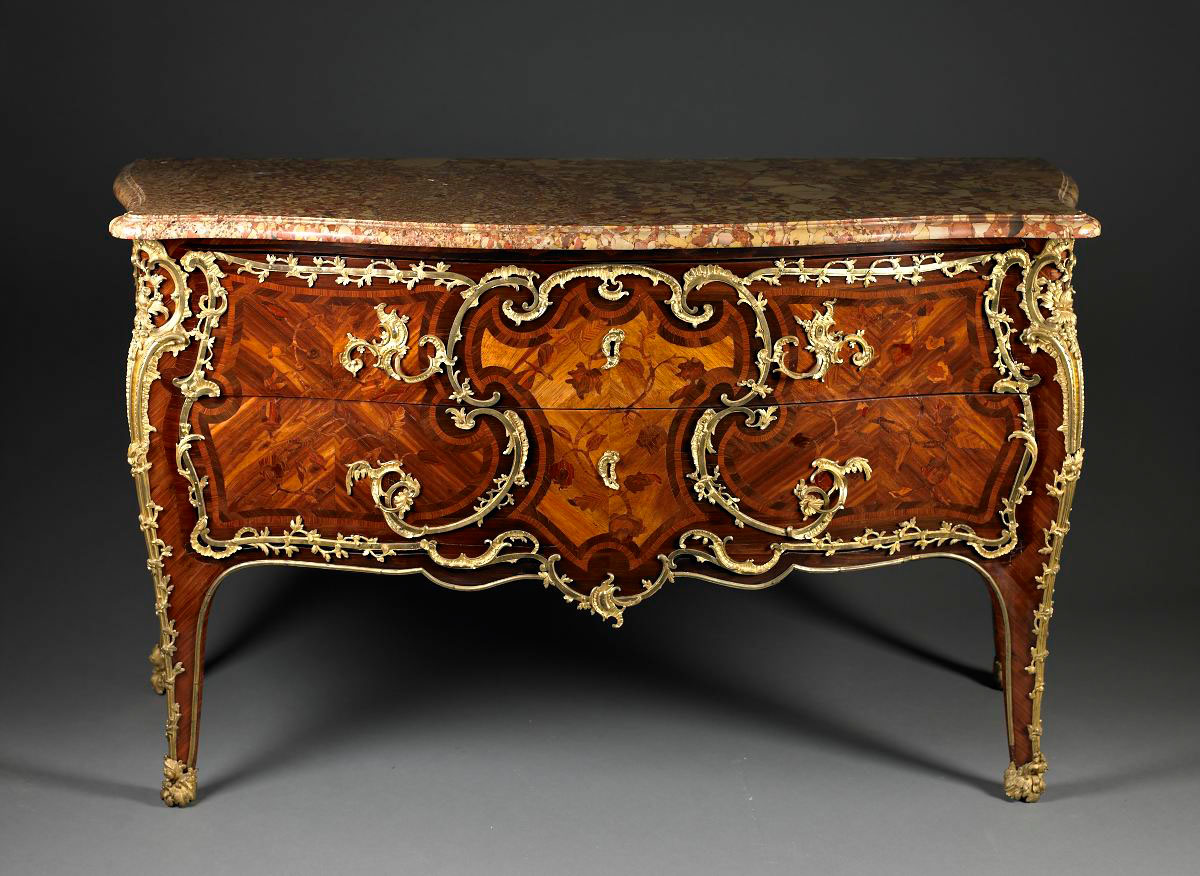
Komoda wykonana przez artystę

Jacques Dubois (ur. 7 kwietnia 1694 w Pontoise, zm. 23 października 1763 w Paryżu) – francuski ebenista, jego synem był René Dubois.
Tytuł mistrzowski otrzymał w 1742 roku w stosunkowo późnym wieku. W 1752 roku, jako twórca cieszący się renomą, został wybrany ekspertem cechu ebenistów; do którego obowiązków należało ocenianie mebli wykonanych przez innych członków cechu. W 1763 roku, po śmierci Jean-François Oebena, wraz z Gilles’em Joubertem został wyznaczony do oceny jego spuścizny.
Dubois był jednym z najwybitniejszych ebenistów tworzących w stylu Ludwika XV. W swojej twórczości opierał się, m.in. na projektach Nicolasa Pineau. W meblach stosował fornir, markieterię, lakę chińską i brązy. Do  jego klientów należeli m.in. Ludwik XV i jego córka Ludwika Elżbieta.